# Hlubočec
Hlubočec (en allemand : Tiefengrund) est une commune du district d'Opava, dans la région de Moravie-Silésie, en République tchèque. Sa population s'élevait à 574 habitants en 2021.

## Géographie
Hlubočec se trouve à 8 km au sud-est de Hradec nad Moravicí, à 13 km au sud-est d'Opava, à 22 km à l'ouest-nord-ouest d'Ostrava et à 255 km à l’est-sud-est de Prague.
La commune est limitée par Vršovice et Opava au nord, par Pustá Polom à l'est, par Těškovice, Bílovec et Skřípov au sud, et par Hradec nad Moravicí à l'ouest.

## Histoire
La première mention écrite de la localité date de 1486.

## Transports
Par la route, Hlubočec se trouve à 15 km d'Opava, à 34 km d'Ostrava et à 343 km de Prague.